# Nozawa Bonchō
Nozawa Bonchō est un nom japonais traditionnel ; le nom de famille (ou le nom d'école), Nozawa, précède donc le prénom (ou le nom d'artiste).
Nozawa Bonchō (野沢 凡兆, 1640 - 1714) est un poète japonais de haikai.

## Biographie
Né à Kanazawa, il s'installe très tôt à Kyoto où il termine ses études et commence la pratique de la médecine.
Par la suite, il se consacre à la littérature et après avoir rencontré Matsuo Bashō, il en devient l'un des disciples les plus brillants. 
Il compile une anthologie d'auteurs proches de l'école de Bashō mais originaires de tout le Japon, intitulée Sarumino ( « Le Manteau de pluie du Singe »), 1689. L'œuvre comprend quelques-uns des poèmes les plus représentatifs de Bashō. Le thème récurrent de sa poésie est la description du passage du temps au cours de l'alternance des quatre saisons.
Il compose ensuite le Genjû-an no Ki (« Souvenirs de Genjû-an ») et le Kiyû Nikki, anthologie de poésies consacrée à l'expérience de la conversion en ermite Genjû.
Il est arrêté en raison d'un assassinat et passe les dernières années de sa vie en prison.
Sa poésie révèle une forte passion pour la nature et une grande force descriptive. 